# Jag har nu beslutat mig att en gång vara med
Jag har nu beslutat mig att en gång vara med är en psalm med text och musik från 1979 av Perla Bjurenstedt.

## Publicerad i
- Segertoner 1988 som nr 514 under rubriken "Att leva av tro - Omvändelse".[1]